# Edoardo Matania
 (décembre 2023).
Si vous disposez d'ouvrages ou d'articles de référence ou si vous connaissez des sites web de qualité traitant du thème abordé ici, merci de compléter l'article en donnant les références utiles à sa vérifiabilité et en les liant à la section « Notes et références ».
Pour les articles homonymes, voir Matania.
Edoardo Matania (né le 31 août 1847 à Naples, alors capitale du royaume des Deux-Siciles et mort le 17 décembre 1929  dans la même ville) est un peintre et un illustrateur italien de la fin du XIXe et du début du XXe siècle.  D'autres membres de sa famille immédiate sont également devenus des illustrateurs bien connus. 

## Biographie
Né à Naples, il a suivi une formation à partir de 1862 à l'Istituto di belle arti de Naples. Il gagnait principalement sa vie en tant qu’illustrateur pour la maison d’édition Bideri et travaillait également avec Emilio Treves, important éditeur milanais, pour L'illustrazione italiana. Il était attaché à l'école de Resìna, une communauté de peintres, près de Naples. Par exemple, il a illustré une Storia del Risorgimento Italiano (1889) de Francesco Bertolini. Matania a également illustré une édition de La Gerusalemme liberata du Tasse. Il fut l'un des peintres à décorer les plafonds du Caffè Gambrinus de Naples. 
D'autres membres de sa famille immédiate sont également devenus des illustrateurs bien connus. Son fils, Fortunino Matania, est également devenu un peintre et illustrateur de renom. Le neveu d'Edoardo, Ugo Matania, est également devenu un illustrateur reconnu pendant la Première Guerre mondiale. Ils travaillent avec Alberto Della Valle, qui était leur oncle.
Edoardo Matania est également le grand-père 
de l'actrice Clelia Matania

## Quelques œuvres

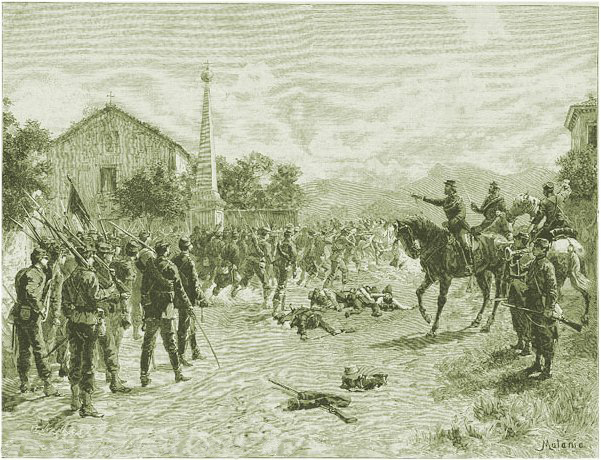
Deuxième guerre d'indépendance italienne, bataille de Varèse
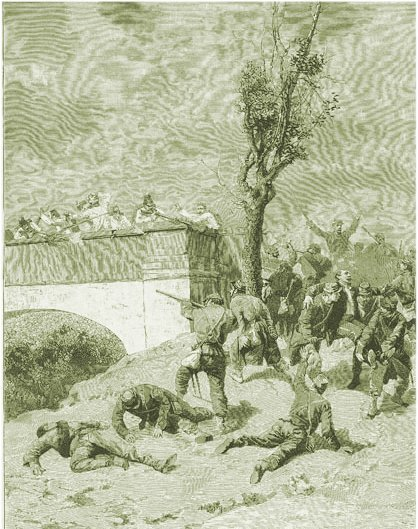
Deuxième guerre d'indépendance italienne, bataille de Treponti, mort du capitaine Narciso Bronzetti (it).
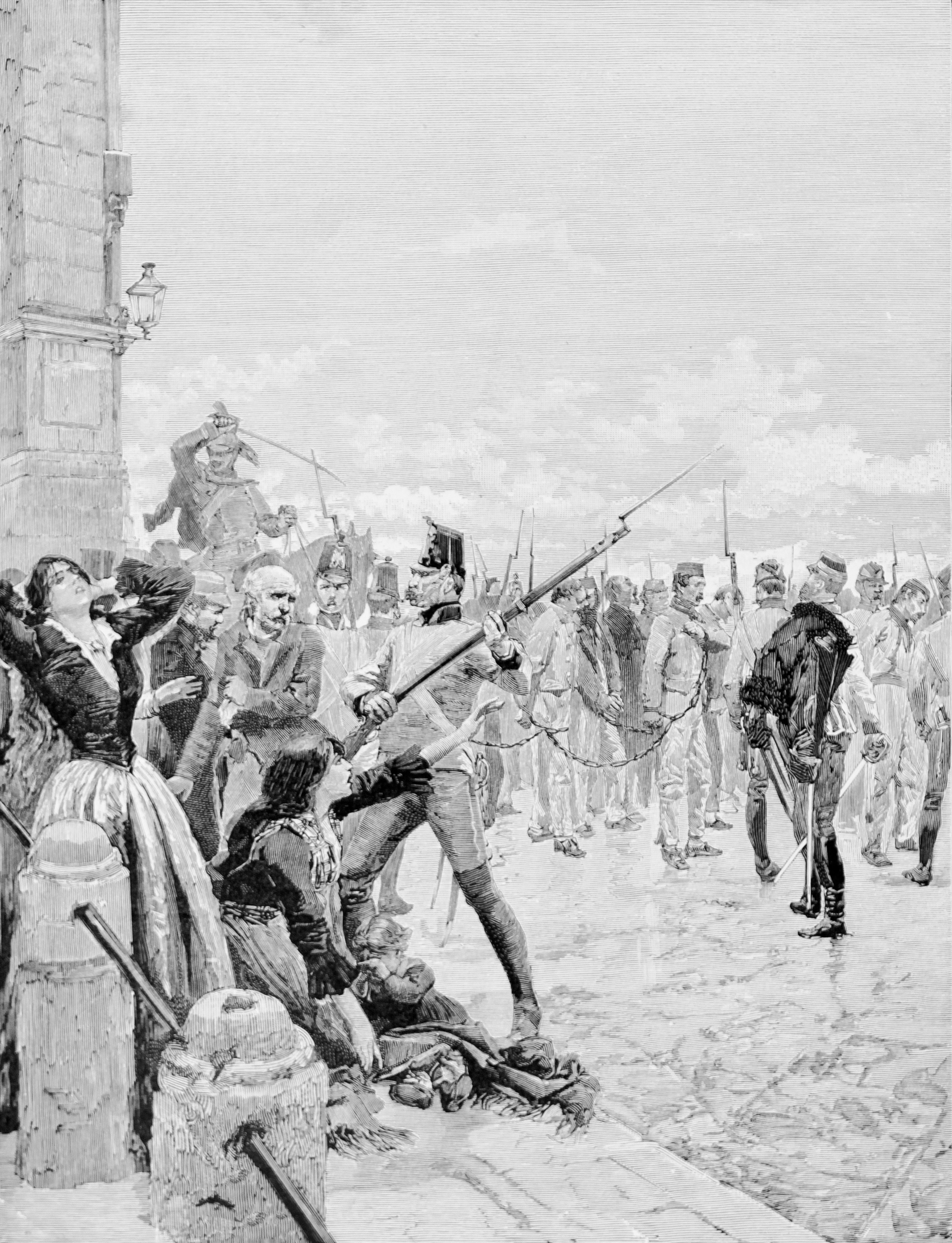
Les martyrs de Belfiore
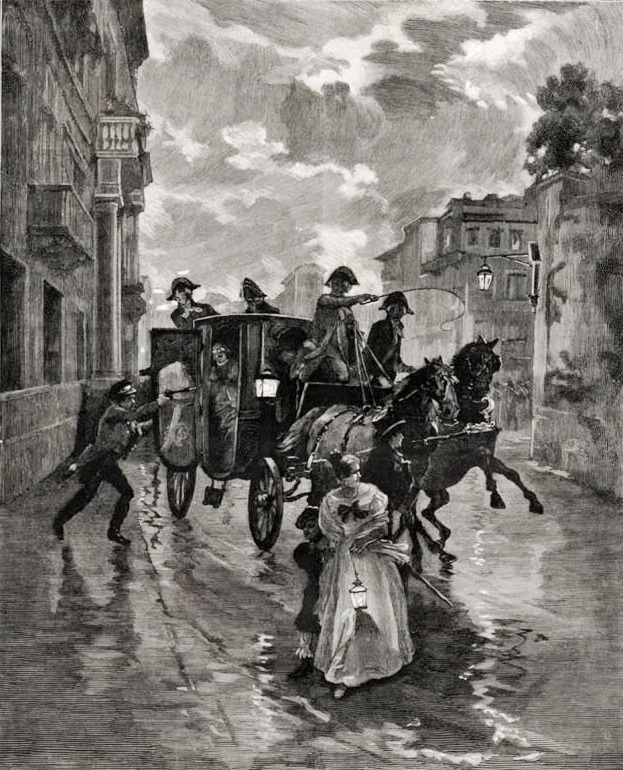
Attentat contre Agostino Rivarola

## Quelques portraits

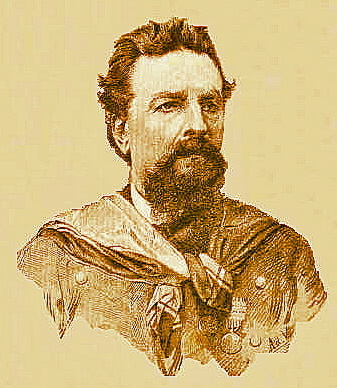
Giacomo Medici
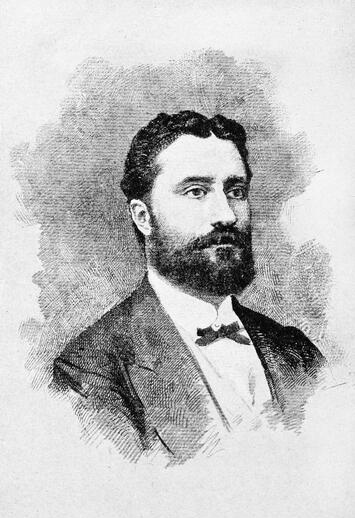
Giovanni Nicotera
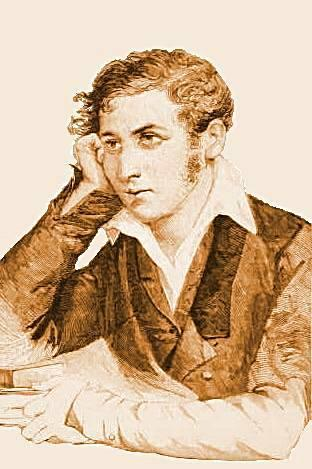
Carlo Cattaneo

## Source de la traduction
- (it) Cet article est partiellement ou en totalité issu de l’article de Wikipédia en italien intitulé « Edoardo Matania » (voir la liste des auteurs).